# Opicina
Opicina (Sloveens: Opčine) is een deelgemeente van de stad Triëst (ca. vier kilometer van het stadscentrum) in het Italiaanse deel van het grotendeels in Slovenië liggende Karstgebergte. Het wordt van de grens met Slovenië gescheiden door de grensgemeente Monrupino. De bevolking van Opicina bestond vroeger in meerderheid uit Slovenen. De plaats werd het eerst vermeld in 1308 als Opchena en later ook als Opchina.
Het 300 meter hoog gelegen Opicina biedt een mooi uitzicht op Triëst en de andere nabijgelegen kustplaatsen. Bij Opicina ligt het kasteel Miramar, waar Maximiliaan van Mexico en diens echtgenote Charlotte van België enige tijd woonden. In Opicina staat de parochiekerk H. Bartholomeus Apostel, die stamt uit het midden van de 15e eeuw. Later werd de kerk herbouwd in barokstijl. Sinds december 1966 is de parochie door bisschop Antonio Santin gedeeld in twee stukken. Doel was de stichting van een kleine kaplanie voor Italiaanse gelovigen, die in de zuidwestelijke wijk van Opicina leefden. Zo kon het Sloveense karakter van de rest van de parochie bewaard blijven.
Opicina bezit een groot aantal villa's, die voor het merendeel aan het eind van de 19e eeuw gebouwd zijn. De plaats raakte in die tijd geliefd bij gepensioneerde beambten en de gegoede burgerij uit Triëst als woonplaats en buitenverblijf. Opicina is dan ook sinds 1902 met een tramlijn (Il Tranvia di Opicina) verbonden met de stad Triest. 